# Crkva sv. Roka u Gornjem Docu
Crkva sv. Roka nalazi se u selu Docu Gornjem, Grad Omiš.

## Opis
Usred Gornjeg Dolca je kapela sv. Roka podignuta u 18. st. za vrijeme haranje kuge u Poljicima. Nalazi se na predjelu pod nazivom Soliovac na uzdignutom položaju. Crkva je ograđena suhozidom a uz nju je guvno. Prema vizitaciji zadarskog nadbiskupa Ottaviana Garzadorija 1625. crkva sv. Roka je već postojala u prvoj polovini 17. st. Crkva je pravokutnog tlocrta, bez apside. Sagrađena je od nepravilnog kamena i pokrivena je kamenim pločama. Na pročelju je rustična kamena rozeta a na vrhu pročelja preslica s dva zvona. Veće zvono je napravljeno u Ljevaonici Cukrov u Splitu 1921. godine. U crkvi se nalaze dva rustična drvena oltara s kamenim antependijima ukrašenim glavama kerubina i florealnim motivima. Jednostavna sakralna građevina, po načinu gradnje i smještaju karakteristična je za crkve podignute sred zaseoka Gornjih Poljica.

## Zaštita
Pod oznakom Z-7026 zavedena je kao nepokretno kulturno dobro - pojedinačno, pravna statusa zaštićena kulturnog dobra.